# 31196 Yulong
31196 Yulong è un asteroide della fascia principale. Scoperto nel 1997, presenta un'orbita caratterizzata da un semiasse maggiore pari a 2,6243619 UA e da un'eccentricità di 0,1499785, inclinata di 1,12545° rispetto all'eclittica.